# 卡伊群島
卡伊群島是是印度尼西亞馬魯古省東南部的群島，土地總面積1,438平方公里，位於班達海邊緣，北面是新畿內亞多貝拉伊半島，東面是阿魯群島，西南面是塔寧巴爾群島，群島上的本土哺乳類動物不多。